# 창던지기
창던지기는 고대 올림픽 때부터 시작되어, 근대에는 주로 스웨덴·핀란드 등을 중심으로 발달하다가 오늘날 전 세계에 널리 보급되었다. 일정한 지역으로 도움닫기를 하여 반지름 8m인 원호 뒤에서 창을 멀리 던지는 경기로서, 도움닫기에 의해 생긴 스피드를 이용하여 밀어 내듯이 던진다. 남자용 창은 무게 최소 800g, 길이 2.6-2.7m, 여자용 창은 무게 최소 600g, 길이 2.2-2.3m이다(중학교 남자는 600g,중학교 여자는 500g). 창끝에는 금속으로 된 창날이 붙어 있고, 중심 부분에는 손잡이 끈이 감겨져 있다.
장갑의 사용은 허용되지 않는다.선수는 용구를 보다 잘 쥘 수 있도록 손에만 적절한 물질을 사용할 수 있다.선수는 척추의 부상을 막기 위해 가죽이나 그밖의 적당한 재료로 만든 벨트를 착용할 수 있다.

## 참고 문헌
- 이 문서에는 다음커뮤니케이션(현 카카오)에서 GFDL 또는 CC-SA 라이선스로 배포한 글로벌 세계대백과사전의 내용을 기초로 작성된 글이 포함되어 있습니다.

1. ↑  대한육상연맹. “대한육상연맹”. 2025년 3월 20일에 확인함.